# 2001 au Japon
Cet article présente les faits marquants de l'année 2001 au Japon.

## Gouvernement
- Empereur : Akihito

- Premier ministre : Yoshirō Mori, Jun'ichirō Koizumi

- Secrétaire général du Cabinet : Yasuo Fukuda

- Juge en chef de la Cour suprême : Shigeru Yamaguchi

- Président de la Chambre des représentants : Tamisuke Watanuki

- Président de la Chambre des conseillers : Yutaka Inoue

## Évènements

### Janvier
- 6 janvier : L’infirmier Daisuke Mori est arrêté pour tentative de meurtre sur une fillette de 11 ans, à l’hôpital de Matsumoto. Il est soupçonné d’avoir délibérément empoisonné plusieurs patients, ce qui soulève une crise de confiance envers les établissements médicaux japonais[1].

- 26 janvier : À la gare de Shin-Ōkubo à Tokyo, un homme chute sur les rails et deux personnes tentant de lui porter secours périssent également, percutées par un train de la ligne Yamanote. L'incident suscite un débat national sur la sécurité ferroviaire et l'altruisme public[2].

- 31 janvier : Un incident aérien survient entre le vol 907 et le vol 958 de Japan Airlines au-dessus de la baie de Suruga. Cet incident entraîne une réévaluation des procédures de contrôle du trafic aérien au Japon[3].

### Février
- 9 février : Collision entre un sous-marin américain (USS Greeneville) et le navire-école japonais Ehime Maru au large d'Hawaï, causant la mort de neuf Japonais, dont quatre lycéens de l'école de pêche d'Uwajima[4].

### Mars
- 21 mars : Lancement du Nintendo Game Boy Advance au Japon, nouvelle console portable de Nintendo[5].

- 24 mars : Un séisme de magnitude 6,7 frappe la région de Hiroshima, causant la mort de deux personnes et des centaines de blessés[6].

- 27 mars : Hikaru Saeki devient la première femme officier étoilée (général ou amiral) de l’histoire des Forces japonaises d'autodéfense.

- 31 mars : Universal Studios Japan ouvre ses portes à Osaka[7].

### Avril
- 1er avril : Sakura Bank et Sumitomo Bank fusionnent pour créer la Sumitomo Mitsui Banking Corporation (SMBC)[8].
- 3 avril : Le gouvernement japonais approuve un manuel d'histoire rédigé par la Société japonaise pour une réforme des manuels d'histoires, suscitant une vive controverse nationale et internationale. Ce manuel d'histoire, accusé de minimiser les crimes de guerre du Japon, provoque des manifestations en Chine et en Corée du Sud, exacerbant les tensions diplomatiques et ravivant les débats sur la mémoire historique au Japon[9].

- 6 avril : Le gouvernement japonais annonce un plan de résolution des créances douteuses, fixant un objectif de deux ans pour les effacer, sans précision quantitative[10].

- 6 avril : Le gouvernement japonais introduit de nouvelles régulations concernant les heures supplémentaires des travailleurs[11].

- 13 avril : Le Japon promulgue la « Loi sur la prévention de la violence entre époux et la protection des victimes » (配偶者からの暴力の防止及び被害者の保護等に関する法律). Cette loi introduit des mesures telles que les ordonnances de protection, l'éloignement du domicile conjugal pour les auteurs de violences, et la création de centres de conseil et de soutien pour les victimes dans chaque préfecture. Elle reconnaît également les unions de fait et les anciens conjoints comme relevant de son champ d'application, reflétant ainsi une volonté d'adapter le droit aux réalités sociales contemporaines[12].

- 24 avril : Jun'ichirō Koizumi est élu président du Parti libéral-démocrate (PLD), succédant à Yoshiro Mori[13].

- 26 avril : Jun'ichirō Koizumi devient Premier ministre du Japon[13].

- 26 avril : Le gouvernement Koizumi propose la nomination de Makiko Tanaka comme ministre des Affaires étrangères, première femme à occuper ce poste au Japon[14].

### Mai
- 19 mai : La troisième édition des Jeux d'Asie de l'Est débute à Osaka, réunissant 2 804 athlètes de neuf nations et un invité (Guam) autour de 15 disciplines sportives. La Chine et le Japon dominent le tableau des médailles avec chacun 191 médailles, bien que la Chine obtienne davantage de médailles d'or (85 contre 61 pour le Japon)[15].

### Juin
- 4 juin : Des chercheurs japonais de l'École de médecine de l'université Keiō annoncent avoir identifié une nouvelle substance, baptisée humanine, capable de protéger les neurones contre certains effets dégénératifs liés à la maladie d’Alzheimer. Cette découverte, saluée comme un potentiel point de départ pour de futures thérapies, coïncide avec d'autres avancées japonaises sur l’enzyme néprilysine, essentielle pour neutraliser le peptide amyloïde bêta[16].

- 8 juin : Attaque à l'école élémentaire d'Ikeda, dans la préfecture d'Osaka, où un homme poignarde 8 enfants à mort et en blesse 15 autres. Cette tuerie mettra en lumière les faiblesses des systèmes de surveillance dans les écoles japonaises[17].

- 30 juin : Plusieurs militaires américains sont interrogés par la police japonaise à Okinawa après le viol présumé d'une jeune femme locale à Chatan. Cet incident, survenu à la veille de la première rencontre entre Jun'ichirō Koizumi et George W. Bush, ravive les tensions autour de la présence militaire américaine sur l’île[18].

### Juillet
- 13 juillet : La ville d'Osaka est éliminée au premier tour de la course pour accueillir les Jeux olympiques d'été de 2008, au profit de Pékin[19].

- 16 juillet : L'écrivain japonais Yoshinaga Fujita reçoit le 125e prix Naoki pour son roman Ai no Ryōbun (« Territoire de l'amour »)[20].
- 18 juillet : Le gouvernement japonais admet avoir utilisé son aide au développement pour influencer les votes en faveur de la chasse à la baleine au sein de la Commission baleinière internationale (CBI)[21].

- 20 juillet : Le Voyage de Chihiro de Hayao Miyazaki sort dans les cinémas japonais et rencontre un immense succès. Le film deviendra plus tard le premier animé à remporter un Oscar, consacrant l'animation japonaise au rang d’art majeur[22].

- 29 juillet : Élections à la Chambre des conseillers, où le Parti libéral-démocrate (PLD) conserve sa majorité avec l'appui de ses partenaires de coalition[23].

### Août
- 13 août : Le Premier ministre Jun'ichirō Koizumi se rend au sanctuaire Yasukuni, provoquant une vive réaction de la Chine et de la Corée du Sud, pour qui ce geste symbolise une glorification du militarisme japonais. Malgré ses justifications invoquant un hommage pacifique aux morts de guerre, cette visite aggrave les tensions diplomatiques en Asie de l'Est[24].

- 21 août : Le typhon Pabuk frappe l'île de Honshū, causant 8 décès et des dommages estimés à 52 millions de dollars américains[25].

- 29 août : Le Japon procède avec succès au lancement de la fusée H-IIA depuis le centre spatial de Tanegashima. Ce succès relance les ambitions spatiales japonaises après une série d’échecs dans les années 1990[26].

### Septembre
- 1er septembre : L’incendie du bâtiment Myojo 56 à Tokyo fait 44 morts, devenant l'un des incendies d'immeuble les plus meurtriers de l'histoire récente du Japon. L'affaire met en lumière les carences en matière de prévention incendie dans les quartiers de divertissement, en particulier celui de Kabukichō.

- 4 septembre : Tokyo DisneySea ouvre ses portes à Urayasu (Chiba), devenant le premier parc Disney thématique maritime au monde.

- 11 septembre : Le Japon découvre son premier cas de maladie de la vache folle (encéphalopathie spongiforme bovine), entraînant une panique alimentaire nationale. Cette crise affecte profondément la filière bovine japonaise et les habitudes de consommation des Japonais.

- 11 septembre : Le typhon Danas touche l'île de Honshū, entraînant 8 décès et des pertes estimées à 91 millions de dollars américains.

- 11 septembre : Attentats terroristes aux États-Unis ; le Japon exprime immédiatement son soutien et offre une aide logistique dans la lutte antiterroriste.

- 12 septembre : Le Nikkei 225 chute en dessous des 10 000 points pour la première fois depuis 1984, conséquence directe de l’instabilité mondiale provoquée par les attentats.

- 14 septembre : Lancement de la Nintendo GameCube au Japon par Nintendo. Cette console de sixième génération marque une rupture avec les précédentes par l'utilisation de disques optiques miniatures. Le lancement initial propose plusieurs titres majeurs dont Luigi's Mansion et Wave Race: Blue Storm.

### Octobre
- 1er octobre : Le Musée Ghibli ouvre à Mitaka, célébrant l’univers artistique du studio Ghibli.

- 8 octobre : Le Premier ministre Jun'ichirō Koizumi effectue une visite officielle en Chine, au cours de laquelle il exprime des « profonds remords » et présente des excuses sincères pour les agressions du Japon durant la Seconde Guerre mondiale. Il se rend notamment au Musée de la guerre de résistance du peuple chinois contre l'agression japonaise, situé près du pont Marco Polo à Pékin, marquant ainsi une tentative de réconciliation après les tensions provoquées par sa visite au sanctuaire Yasukuni en août de la même année .

- 18 octobre : La JR East lance le service de carte intelligente Suica dans l'agglomération de Tokyo. Ce nouveau mode de paiement sans contact révolutionne l’accès aux transports publics urbains.

### Décembre
- 9 décembre : Le comédien Masashi Tashiro est arrêté pour voyeurisme dans un bain public, ajoutant un nouveau scandale à sa réputation controversée.

- 21 décembre : Après une campagne de vote massive sur Internet orchestrée par 2channel, TIME Magazine retire Masashi Tashiro de son sondage Personnalité de l'année.

## Cinéma
- Catégorie:Film japonais sorti en 2001

## Sport
- Catégorie:Sport au Japon en 2001